# Berniece Baker Miracle
Berniece Baker Miracle (* 30. Juli 1919 in Venice, Kalifornien, als Berniece Inez Gladys Baker; † 25. Mai 2014 in Asheville, North Carolina) war eine US-amerikanische Autorin und die Halbschwester von Marilyn Monroe. Gemeinsam mit ihrer Tochter, Mona Rae Miracle, veröffentlichte sie 1994 die Autobiographie My Sister Marilyn: A Memoir of Marilyn Monroe.

## Leben
Berniece Baker wurde am 30. Juli 1919 in Venice, Kalifornien geboren. Sie war das zweite Kind von Gladys Pearl Baker und Jasper Newton Baker, deren Ehe 1923 geschieden wurde. Als ihre Mutter das Sorgerecht für Berniece und ihren älteren Bruder Robert Kermit bekam, entführte der Vater seine Kinder und zog mit ihnen nach Kentucky. Dort starb Bernieces Bruder bald an den Folgen eines Verkehrsunfalls. Berniece besuchte die Pineville High School. 
Am 7. Oktober 1938 heiratete sie Paris Miracle und brachte ein Jahr später ihr einziges Kind, Mona Rae Miracle, zur Welt.
1926 hatte ihre Mutter eine weitere Tochter namens Norma Jean bekommen. Miracle lernte ihre Halbschwester 1944 kennen, bevor diese 1946 einen Vertrag mit der Filmproduktionsgesellschaft 20th Century Fox abschloss und unter dem Künstlernamen Marilyn Monroe berühmt wurde. Miracle hielt den Kontakt zu ihr und besuchte sie 1961 in ihrer New Yorker Wohnung, nachdem sich Marilyn von ihrem dritten Ehemann Arthur Miller getrennt hatte. Monroe starb im Folgejahr und hinterließ Miracle 10.000 US-Dollar. Diese organisierte zusammen mit Monroes zweitem Ehemann Joe DiMaggio und Inez Melson deren Begräbnis und lud dazu ausschließlich enge Vertraute ein.
Miracle verbrachte ihre nächsten Jahre in Gainesville, Florida, und nahm ihre Mutter auf, nachdem diese aus einem Sanatorium entlassen worden war. Gladys Pearl Baker starb 1984, 1990 Miracles Ehemann. Am 1. Juni 1994 veröffentlichte sie gemeinsam mit ihrer Tochter ein Buch über die Halbschwestern und das Familienleben der Schwestern. Es ist eine der wenigen autorisierten Biografien über Monroe. Während Fan-Webseiten 2019 ihren 100. Geburtstag feierten, wurde später bekannt, dass Miracle bereits am 25. Mai 2014 in Asheville, North Carolina, im Alter von 94 Jahren verstorben war.